# 1267
| [ Edytuj tabelę ]                          |                                                                                      |
| Książę Małopolski                          | - 1243 Bolesław V Wstydliwy 1279                                                     |
| Książę Wielkopolski                        | - 1239 Bolesław Pobożny 1279                                                         |
| Król Angkoru                               | - 1244 Dżajawarman VIII 1295                                                         |
| Król Anglii                                | - 1216 Henryk III 1272                                                               |
| Król Aragonii i Walencji, hrabia Barcelony | - 1213 Jakub I Zdobywca 1276                                                         |
| Margrabia Brandenburgii                    | - 1220 Otto III 1267 - 1267 Konrad 1304 - 1267 Jan II 1281 - 1267 Otto IV 1308       |
| Książę Burgundii                           | - 1218 Hugo IV 1272                                                                  |
| Książę Dolnej Bawarii                      | - 1253 Henryk XIII 1290                                                              |
| Książę Górnej Bawarii                      | - 1253 Ludwik II 1294                                                                |
| Cesarz Bizancjum                           | - 1261 Michał VIII Paleolog 1282                                                     |
| Car Bułgarii                               | - 1257 Konstantyn Asen Tich 1277                                                     |
| Cesarz Chin                                | - 1264 Song Duzong 1274                                                              |
| Król Cypru                                 | - 1253 Hugo II 1267 - 1267 Hugo III 1284                                             |
| Król Czech                                 | - 1253 Przemysł Ottokar II 1278                                                      |
| Król Danii                                 | - 1259 Eryk Glipping 1286                                                            |
| Władca Egiptu                              | - 1260 Bajbars 1277                                                                  |
| Król Francji                               | - 1226 Ludwik IX Święty 1270                                                         |
| Król Gruzji                                | - 1259 Dawid VII Ulu 1270                                                            |
| Hrabia Holandii                            | - 1256 Floris V 1296                                                                 |
| Cesarz Japonii                             | - 1259 Kameyama 1274                                                                 |
| Kalif                                      | - 1262 Al-Hakim bi-Amr Allah 1302                                                    |
| Król Kastylii i Leónu                      | - 1252 Alfons X Mądry 1284                                                           |
| Patriarcha Konstantynopola                 | - 1261 Arseniusz Autorejan 1267 - 1267 German III 1267 - 1267 Józef I Galezjota 1275 |
| Władca Korei                               | - 1259 Wonjong 1274                                                                  |
| Wielki książę litewski                     | - 1264 Wojsiełk 1267 - 1264 Szwarno 1269                                             |
| Sułtan Maroka                              | - 1259 Abu Jusuf Jakub 1286                                                          |
| Król Nawarry                               | - 1253 Tybald II 1270                                                                |
| Król Norwegii                              | - 1263 Magnus VI Prawodawca 1280                                                     |
| Hrabia Palatynatu                          | - 1253 Ludwik II Bawarski 1294                                                       |
| Papież                                     | - 1265 Klemens IV 1268                                                               |
| Król Portugalii                            | - 1248 Alfons III 1279                                                               |
| Sułtan Rumu                                | - 1265 Kaj Chusrau III 1282                                                          |
| Książę Rusi halickiej                      | - 1264 Szwarno 1270                                                                  |
| Cesarz Rzymski (niemiecki)                 | - 1257 Ryszard z Kornwalii 1272 - 1257 Alfons z Kastylii 1284                        |
| Książę Saksonii                            | - 1260 Albrecht II 1298                                                              |
| Król Serbii                                | - 1243 Stefan Urosz I 1276                                                           |
| Król Singasari                             | - 1248 Dżajawisznuwardhana 1268                                                      |
| Król Szkocji                               | - 1249 Aleksander III 1286                                                           |
| Król Szwecji                               | - 1250 Waldemar Birgersson 1275                                                      |
| Doża Wenecji                               | - 1252 Raniero Zeno 1268                                                             |
| Król Węgier                                | - 1235 Bela IV 1270                                                                  |
| Wielki mistrz zakonu krzyżackiego          | - 1256 Anno von Sangershausen 1273                                                   |

Rok 1267 / MCCLXVII
stulecia: XII wiek ~
XIII wiek ~
XIV wiek

lata: 1257 «
1262 «
1263 «
1264 «
1265 «
1266 «
1267
» 1268
» 1269
» 1270
» 1271
» 1272
» 1277

## Wydarzenia w Polsce
- 12 lutego – założono miejską szkołę parafialną przy kościele św. Marii Magdaleny we Wrocławiu.
- 26 marca – kanonizacja księżnej Jadwigi, monarchinii śląskiej, żony Henryka I Brodatego, obecnej patronki Śląska.
- 22 maja – Mikołaj został mianowany biskupem poznańskim.

- Synod wrocławski nakazał Żydom mieszkać w odrębnych dzielnicach i nosić specjalne nakrycia głowy.

## Wydarzenia na świecie
- 26 marca – we włoskim Viterbo papież Klemens IV kanonizował Jadwigę Śląską, patronkę Polski i Śląska.
- 24 grudnia – Hugo III został koronowany na króla Cypru.

- Papież Klemens IV zaakceptował liturgię dominikańską skodyfikowaną przez Humberta z Romans.
- Syn Mendoga Wojsiełk po krótkich i srogich rządach przekazał władzę nad Litwą rodowitemu Rusinowi z Halicza imieniem Szwarno. Był to syn Daniela Romanowicza. Spełnił w ten sposób ślub, że zrzuca habit zakonny jedynie na trzy lata.

## Urodzili się
- Giotto di Bondone (zm. 1337) – włoski artysta

## Zmarli
- 23 kwietnia – Wojsiełk, wielki książę litewski (ur. 1223)
- 9 października - Otto III, margrabia brandenburski (ur. 1215)
- 14 grudnia – Kazimierz, książę kujawski (ur. ok. 1211)